# Duncanville (Texas)
Duncanville è una località degli Stati Uniti d'America, situata nella contea di Dallas, nello Stato del Texas.